# 小林昭彦
小林 昭彦（こばやし あきひこ、1955年2月5日 - ）は、日本の元裁判官。元福岡高等裁判所長官。

## 人物・経歴
長野県出身。1979年東北大学法学部卒業。1981年横浜地方裁判所判事補。ノートルダム大学ロースクール留学、長島・大野法律事務所研修、法務大臣官房司法法制調査部参事官、法務省民事局第二課長、内閣官房司法制度改革推進室長、仙台地方裁判所所長等を経て、2014年東京高等裁判所部総括判事。2017年福岡高等裁判所長官。2020年定年退官、元総務省情報公開・個人情報保護審査会会長・第4部会部会長（常勤）。

## 著作
- 『わかりやすい新成年後見制度』有斐閣、1999年
- 『新成年後見制度の解説』金融財政事情研究会、2000年
- 『一問一答 新司法書士法・土地家屋調査士法－平成14年改正の要点』テイハン、2002年
- 『平成11年民法一部改正法等の解説』法曹会、2002年
- 『注釈 司法書士法』テイハン、2003年
- 『進展する民事立法と民事法務行政』テイハン、2005年
- 『新基本法コンメンタール 民事保全法』日本評論社、2014年
- 『日本法の舞台裏』商事法務、2016年
- 『新成年後見制度の解説【改訂版】』金融財政事情研究会、2017年
- 『坂道をゆく』金融財政事情研究会、2020年
- 『民事訴訟の実務』テイハン、2021年